# Platyrhina
Platyrhina is een geslacht van kraakbeenvissen uit de familie van de waaierroggen (Platyrhinidae).

## Soorten
- Platyrhina hyugaensis Iwatsuki, Miyamoto & Nakaya, 2011
- Platyrhina psomadakisi White & Last, 2016
- Platyrhina sinensis Bloch & Schneider, 1801
- Platyrhina tangi Iwatsuki, Zhang & Nakaya, 2011